# اگریش
اگریش (به لاتین: Agriș) یک منطقهٔ مسکونی در رومانی است که در شهرستان ساتو ماره واقع شده‌است.